# Стубац
Стубац је врста масивног стуба, најчешће квадратног или многоугаоног пресека, који се обично користи за грађевине са великим оптерећењима (мостови, лукови, аквадукти, аркаде).
Сходно претходном, ступци нису толико витки као „обични“ стубови. Са друге стране, они су виткији од пилона, који се срећу код изузетно великих оптерећења.

## Примена
У односу на „класичан“ стуб ступци се чешће користе за следеће случајеве:
- Инжењерске конструкције, тј. у случајевима где је питање лепоте и склада много мање битно него питање статичких могућности;
- Старе грађевине код којих се тежило уштеди новца. Стубац је овде изидан, без детаља, уместо стуба, који је обично од фино обликованих елемената од камена (захтеван каменорезачки посао). Пример за ово су многобројне аркаде на обичним кућама у старим језгрима италијанских градова, док се стубови виде само на кључним градским грађевинама (цркве, дворци и сл.);
- Код примитивних друштава, где грађевинске технике нису или (нису биле) довољно развијене, па се последично користила масивност за стабилност конструкција.